# Gelber Zahntrost
Der Gelbe Zahntrost oder Gelb-Zahntrost (Odontites luteus) ist eine Pflanzenart aus der Gattung der Zahntroste (Odontites) in der Familie der Sommerwurzgewächse (Orobanchaceae).
Für Naumburg ist als Trivialname auch die Bezeichnung Gelber Augentrost belegt.

## Beschreibung

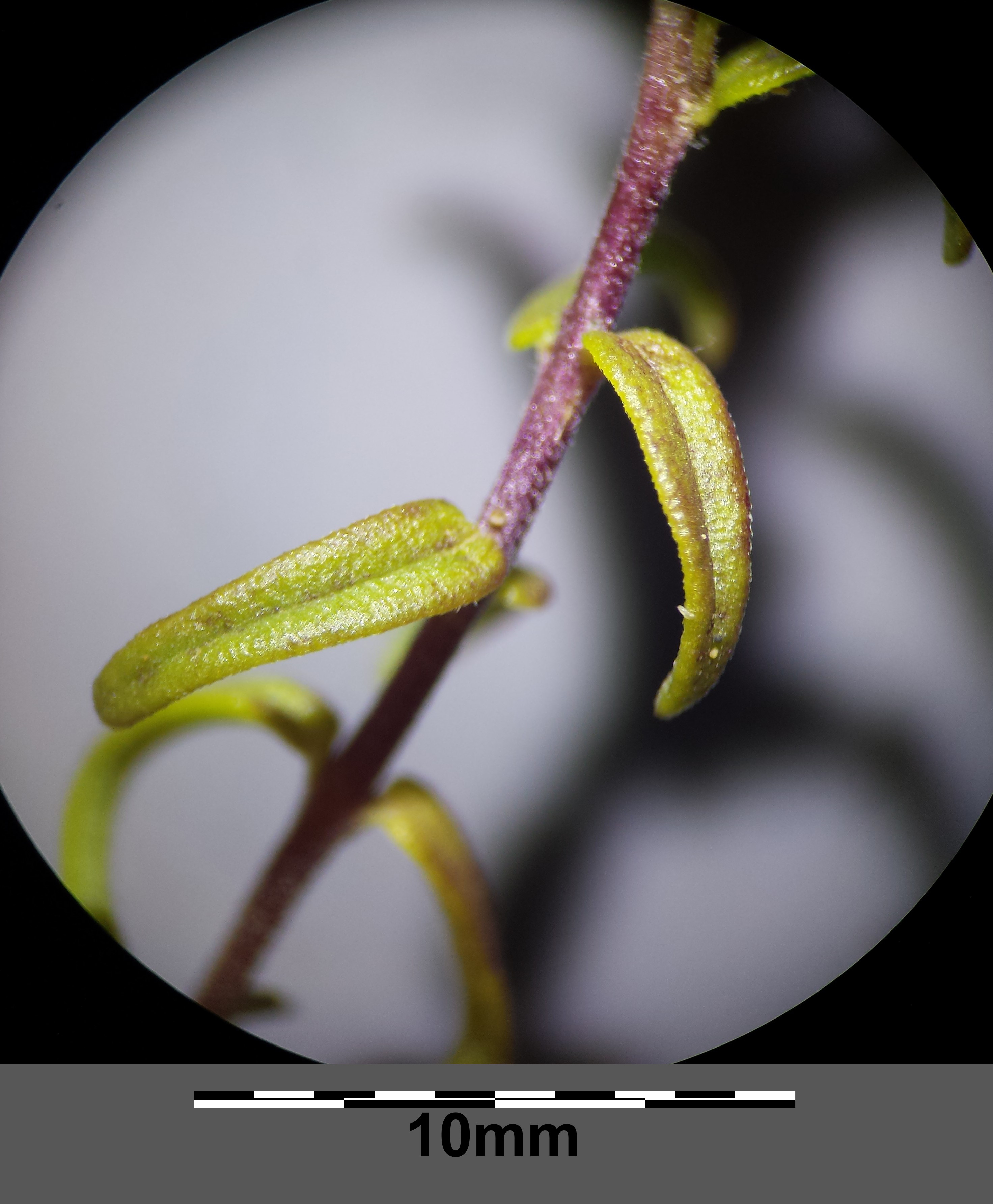
Stängel mit linealischen, fast ganzrandigen Laubblättern

Der Gelbe Zahntrost ist eine 10 bis 60 cm große, aufrechte und sparrig verzweigte, kurz behaarte, halbparasitäre, einjährige Pflanze. Die Laubblätter sind schmal lanzettlich, ganzrandig oder mit einzelnen Zähnen. Die Blattstellung ist gegenständig.
Die Blütenstände sind einseitswendige Trauben, die in den oberen Blattachseln stehen. Die Krone ist goldgelb gefärbt, 5 bis 6 Millimeter lang und bärtig bewimpert. Die Staubblätter ragen weit über die Krone hinaus. Die Frucht ist 4 bis 5 Millimeter lang und länger als der Kelch.
Die Chromosomenzahl beträgt 2n = 20.

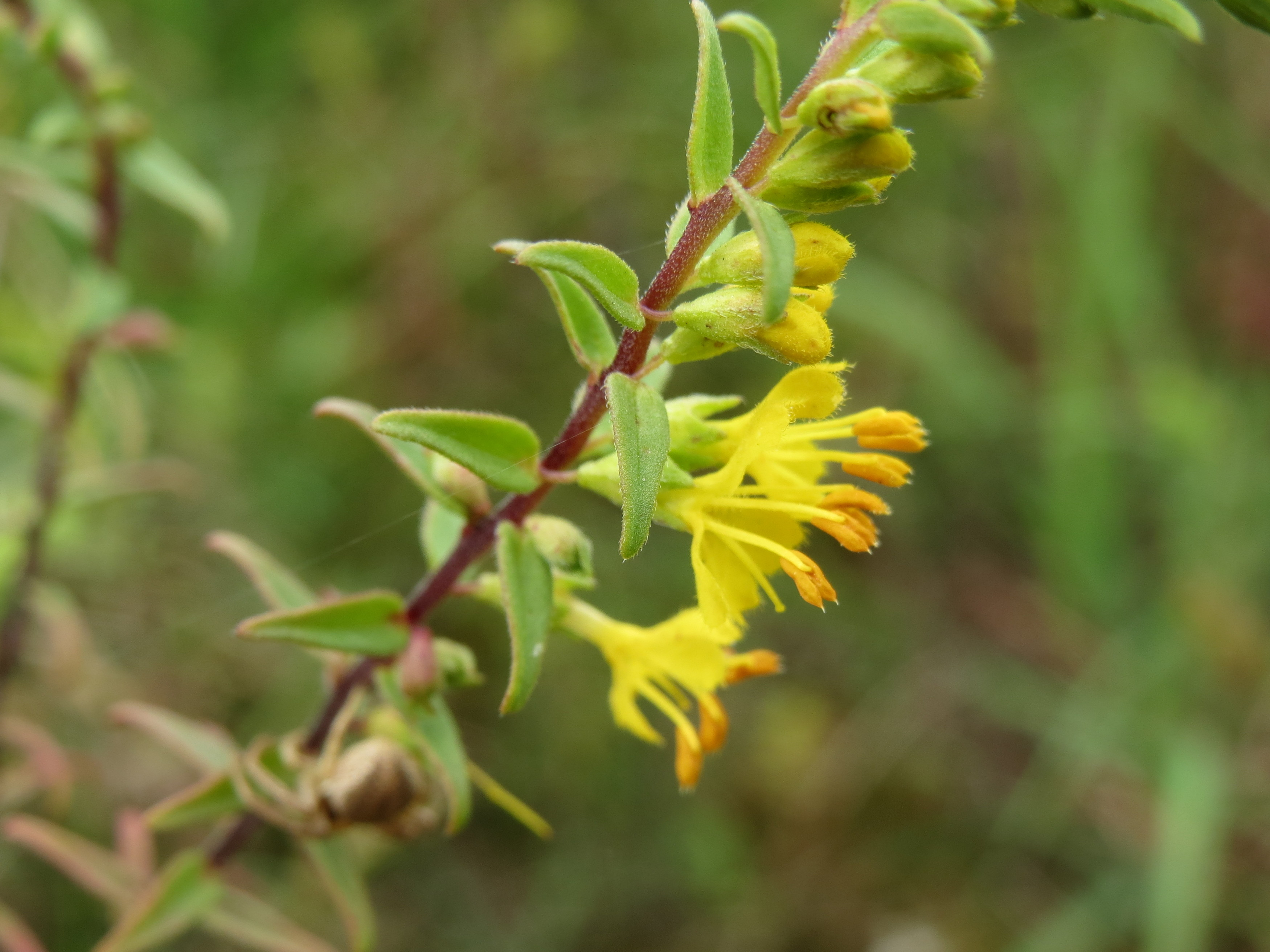
Blütenstand

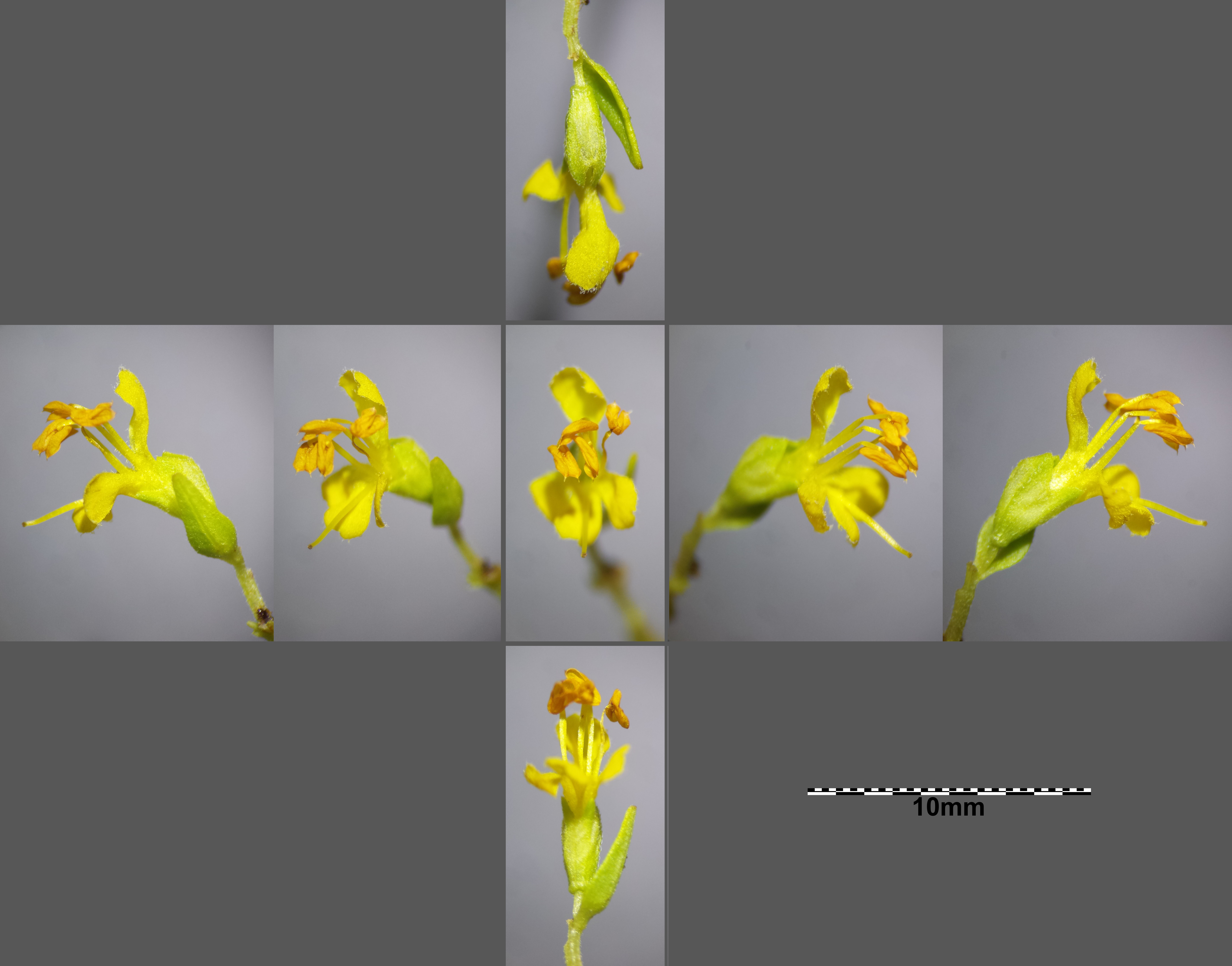
Blüte mit dottergelber Krone. Die Staubblätter ragen weit heraus, die Antheren sind kahl.

## Vorkommen
Der Gelbe Zahntrost kommt in Europa und Nordafrika (subsp. reboudii) vor. Er wächst auf lückigen Xerothermrasen, in Säumen von Trockenwäldern und -gebüschen. Er bevorzugt mäßig trockenen, meist kalkhaltigen, nährstoffarmen Lehm-, Löß- oder Gipsboden in warmen Lagen. Er ist in Mitteleuropa eine Charakterart der Klasse Festuco-Brometea, kommt aber auch in Gesellschaften der Klasse Sedo-Scleranthetea vor.
In Österreich tritt der Gelbe Zahntrost im pannonischen Gebiet zerstreut und im restlichen Gebiet selten auf Trockenrasen auf. Die Vorkommen erstrecken sich auf die Bundesländer Wien, Niederösterreich, Burgenland, Steiermark, Kärnten und Nord-Tirol.
Die ökologischen Zeigerwerte nach Landolt & al. 2010 sind in der Schweiz: Feuchtezahl F = 1 (sehr trocken), Lichtzahl L = 4 (hell), Reaktionszahl R = 4 (neutral bis basisch), Temperaturzahl T = 4+ (warm-kollin), Nährstoffzahl N = 2 (nährstoffarm), Kontinentalitätszahl K = 5 (kontinental).

## Systematik
Man kann folgende Unterarten unterscheiden:
- Odontites luteus (L.) Clairv. subsp. luteus
- Odontites luteus subsp. bonifaciensis (Rouy) P. Fourn. (Syn.: Euphrasia bonifaciensis Rouy):  Sie kommt auf Korsika vor.[5]
- Odontites luteus subsp. reboudii (Pomel) Quézel & Santa: Sie kommt nur in Algerien vor.[5]